# 18
Het jaar 18 is het achttiende jaar in de 1e eeuw volgens de christelijke jaartelling.

## Gebeurtenissen

### Italië
- Keizer Tiberius en Germanicus Julius Caesar, worden door de Senaat herkozen tot consul van het Imperium Romanum.

### Judea
- Valerius Gratus, de prefect van Judea, benoemt Kajafas tot hogepriester in Jeruzalem

### Parthië
- Germanicus biedt Vonones I politiek asiel aan in Syria, met behoud van zijn koninklijke titel. Artabanus II, bevreesd voor een nieuwe opstand in Parthië, sluit een vredesverdrag met Rome.

### China
- Er ontstaat hongersnood in het Chinees Keizerrijk, boeren komen in opstand en organiseren zich in bendes (de "Rode Wenkbrauwen") die plunderend door het land trekken.
- Keizer Wang Mang mobiliseert het Chinese leger (ca. 100.000 man) en voert tegen de opstandelingen een bloedige burgeroorlog.